# División de Honor de balonmano 1985-86
La División de Honor de balonmano 1985-86 fue la 28.ª edición de la máxima competición de balonmano de España. Se desarrolló en tres fases, la primera constaba de dos grupos de seis equipos que se enfrentaban en una liga, enfrentados todos contra todos a doble vuelta. La segunda fase constaba nuevamente de dos grupos de seis equipos. Los cuatro primeros del grupo A-1 se clasificaban para el grupo I de la fase final, donde se disputaba el título. Los dos últimos, junto con los dos primeros del grupo A-2 se clasificaban para la fase final en el grupo II, y los cuatro últimos disputaban el descenso en el grupo III de la fase final.

## Clasificación

### Primera fase

#### Grupo Par
| N. | Equipo               | PJ | PG | PE | PP | PTS |
| -- | -------------------- | -- | -- | -- | -- | --- |
| 1  | F.C. Barcelona       | 10 | 10 | 0  | 0  | 20  |
| 2  | Cacaolat Granollers  | 10 | 6  | 1  | 3  | 13  |
| 3  | Elgorriaga Bidasoa   | 10 | 4  | 1  | 5  | 9   |
| 4  | Ademar León          | 10 | 4  | 0  | 6  | 8   |
| 5  | Biodramina Sant Fost | 10 | 3  | 1  | 6  | 7   |
| 6  | Michelín Valladolid  | 10 | 1  | 2  | 7  | 3   |

#### Grupo impar
| N. | Equipo               | PJ | PG | PE | PP | PTS |
| -- | -------------------- | -- | -- | -- | -- | --- |
| 1  | Atlético de Madrid   | 10 | 8  | 1  | 1  | 17  |
| 2  | Tecnisán             | 10 | 6  | 1  | 3  | 13  |
| 3  | Teka                 | 10 | 6  | 0  | 4  | 12  |
| 4  | Coronas Tres de Mayo | 10 | 6  | 0  | 4  | 12  |
| 5  | Caixa Valencia       | 10 | 3  | 0  | 7  | 6   |
| 6  | Marlboro Canteras    | 10 | 0  | 0  | 10 | 0   |

### Segunda fase

#### Grupo A
| N. | Equipo              | PJ | PG | PE | PP | PTS |
| -- | ------------------- | -- | -- | -- | -- | --- |
| 1  | Atlético de Madrid  | 10 | 8  | 0  | 2  | 16  |
| 2  | F.C. Barcelona      | 10 | 6  | 1  | 3  | 13  |
| 3  | Elgorriaga Bidasoa  | 10 | 4  | 2  | 4  | 10  |
| 4  | Cacaolat Granollers | 10 | 4  | 1  | 5  | 9   |
| 5  | Tecnisán            | 10 | 2  | 3  | 5  | 7   |
| 6  | Teka                | 10 | 2  | 1  | 7  | 5   |

#### Grupo B
| N. | Equipo               | PJ | PG | PE | PP | PTS |
| -- | -------------------- | -- | -- | -- | -- | --- |
| 1  | Coronas Tres de Mayo | 10 | 7  | 1  | 2  | 15  |
| 2  | Michelín Valladolid  | 10 | 7  | 1  | 2  | 15  |
| 3  | Caixa Valencia       | 10 | 5  | 0  | 5  | 10  |
| 4  | Biodramina Sant Fost | 10 | 4  | 0  | 6  | 8   |
| 5  | Ademar León          | 10 | 3  | 0  | 7  | 6   |
| 6  | Marlboro Canteras    | 10 | 3  | 0  | 7  | 6   |

### Fase final

#### Grupo A-1
| N. | Equipo              | PJ | PG | PE | PP | PTS |
| -- | ------------------- | -- | -- | -- | -- | --- |
| 1  | FC Barcelona        | 9  | 8  | 0  | 1  | 16  |
| 2  | Atlético de Madrid  | 9  | 7  | 0  | 2  | 14  |
| 3  | Cacaolat Granollers | 9  | 3  | 0  | 6  | 6   |
| 4  | Elgorriaga Bidasoa  | 9  | 0  | 0  | 9  | 0   |

#### Grupo A-2
| N. | Equipo               | PJ | PG | PE | PP | PTS |
| -- | -------------------- | -- | -- | -- | -- | --- |
| 5  | Tecnisan             | 9  | 4  | 2  | 3  | 10  |
| 6  | Teka                 | 9  | 4  | 1  | 4  | 9   |
| 7  | Coronas Tres de Mayo | 9  | 4  | 1  | 4  | 9   |
| 8  | Michelín Valladolid  | 9  | 4  | 0  | 5  | 8   |

#### Grupo A-3
| N. | Equipo               | PJ | PG | PE | PP | PTS |
| -- | -------------------- | -- | -- | -- | -- | --- |
| 9  | Biodramina Sant Fost | 9  | 6  | 1  | 2  | 13  |
| 10 | Caixa Valencia       | 9  | 6  | 0  | 3  | 12  |
| 11 | Marlboro Canteras    | 9  | 4  | 0  | 5  | 8   |
| 12 | Ademar León          | 9  | 1  | 1  | 7  | 3   |